# 赵子栎
趙子櫟（?—?），字夢授，宋太祖六世孫。
元祐六年進士。宣和五年（1123年），趙子櫟與趙子崧等任徽猷閣待制，宗室為從官自此始。官至寶文閣直學士。著有《杜工部詩年譜》一卷。事蹟見於《宋史》。

## 延伸阅读
[在维基数据编辑]
 《宋史·卷247》，出自脱脱《宋史》